# Porphyrosela dorinda
Porphyrosela dorinda är en fjärilsart som först beskrevs av Edward Meyrick 1912.  Porphyrosela dorinda ingår i släktet Porphyrosela och familjen styltmalar.
Artens utbredningsområde är:
- Hongkong (Kina).
- Filippinerna.
- Taiwan.

Inga underarter finns listade i Catalogue of Life.